# Podu Iloaiei
Podu Iloaiei város Iași megyében, Moldvában, Romániában.

## Fekvése
A megye középső részén helyezkedik el.

## Történelem
Városi rangját 2005-ben kapta meg.

## Népesség
A lakosság etnikai összetétele a 2002-es népszámlálási adatok alapján:
- Románok:  9249 (94,96%)
- Romák:  487 (5,00%)
- Németek:  1 (0,01%)
- Szlovákok:  1 (0,01%)
- Más etnikumúak:  1 (0,01%)

A lakosság 95,33%-a ortodox (9285 lakos), 2,22%-a római katolikus (217 lakos), 1,16%-a pedig evangéliumi keresztény (113 lakos) vallású.